# 1350 w polityce

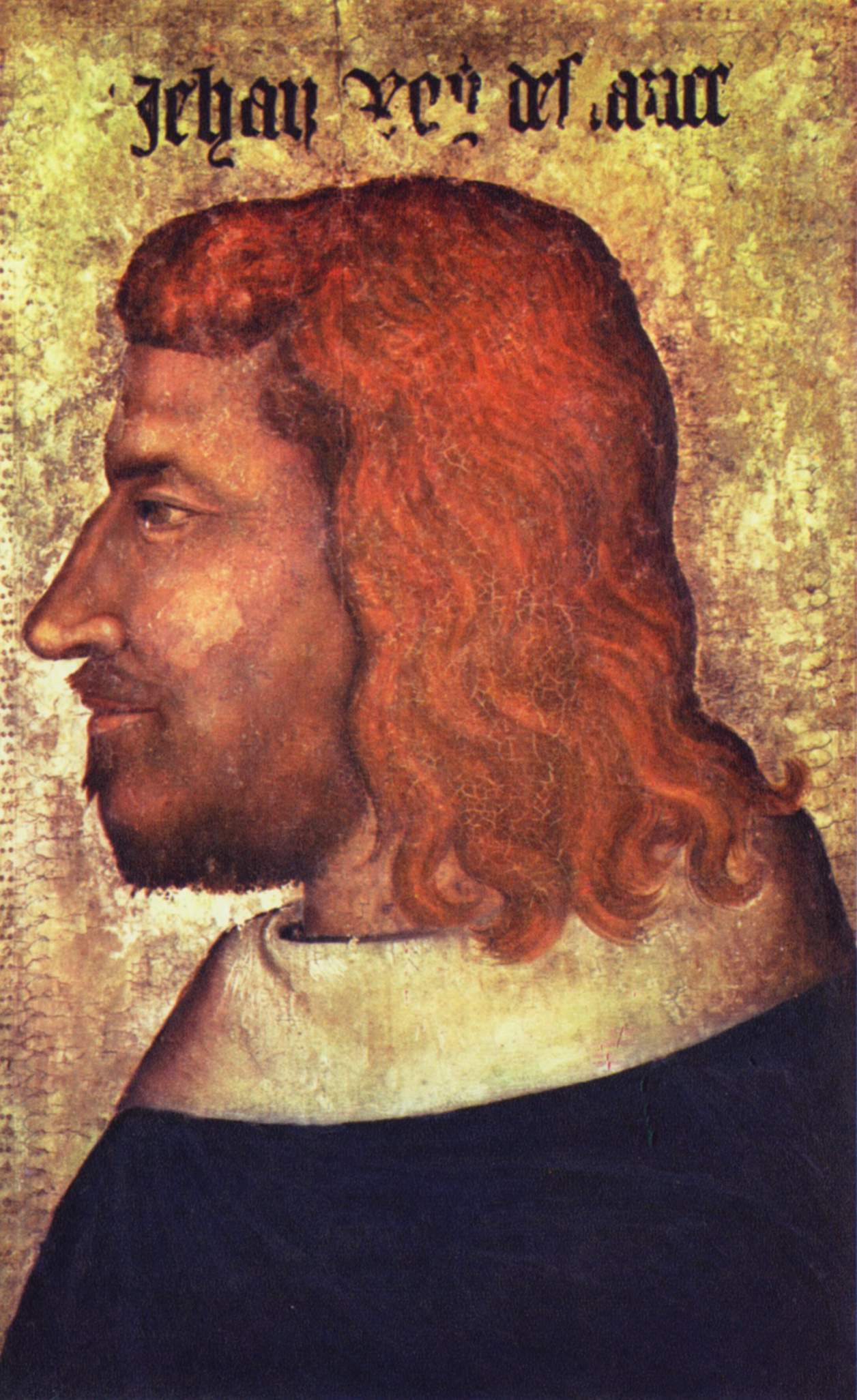
Jan II Dobry

Wydarzenia polityczne w 1350 roku.

## Wydarzenia
- Jan II Dobry został królem Francji[1].
- 16 maja Sojusz Kazimierza Wielkiego z Waldemarem IV wymierzony w Krzyżaków[2].